# Campionat d'Espanya de trial 1973
La temporada de 1973 del Campionat d'Espanya de trial fou la 6a edició d'aquest campionat, organitzat per la Reial Federació Motociclista Espanyola. El calendari oficial constava de 12 proves puntuables. 7 de les proves programades es disputaren als Països Catalans: Trial de Reis (la primera, el 14 de gener), Manresa, València, Gallifa, Trial de Primavera (25 de març), Olot i Ibi.

## Classificació final
Font:
| Posició | Pilot            | Motocicleta | Punts |
| ------- | ---------------- | ----------- | ----- |
| 1       | Fernando Muñoz   | Bultaco     | 94    |
| 2       | Ignasi Bultó     | Bultaco     | 91    |
| 3       | Pere Pi          | Montesa     | 83    |
| 4       | Quico Payà       | OSSA        | 78    |
| 5       | Xavier Cucurella | Bultaco     | 61    |
| 6       | Joan Bordas      | Montesa     | 45    |
| 7       | Leopoldo Milà    | Montesa     | 38    |
| 8       | Ramon Tresserras | Bultaco     | 27    |
| 9       | Jordi Rabasa     | Montesa     | 22    |
| 10      | Jordi Permanyer  | Montesa     | 20    |